# Nätverk & kommunikation
Nätverk & kommunikation (NOK) var en svensk branschtidning om datornätverk och IT. Den startades i början på 1990-talet och försvann år 2007, då den slogs ihop med Mikrodatorn till nya titeln Techworld.
Nätverk & kommunikation gavs ut av IDG AB, ett dotterbolag till International Data Group i Boston, USA.

## Chefredaktörer
1992–1993: Kent Olofsson
1993: Bertil Myhr
1993–1996: Mats Mörlund
1996-: Predrag Mitrovic